# Швабзоєн
Швабзоєн (нім. Schwabsoien) — громада в Німеччині, розташована в землі Баварія. Підпорядковується адміністративному округу Верхня Баварія. Входить до складу району Вайльгайм-Шонгау. Складова частина об'єднання громад Альтенштадт.
Площа — 17,02 км2. Населення становить 1400 ос. (станом на 31 грудня 2020).

## Галерея

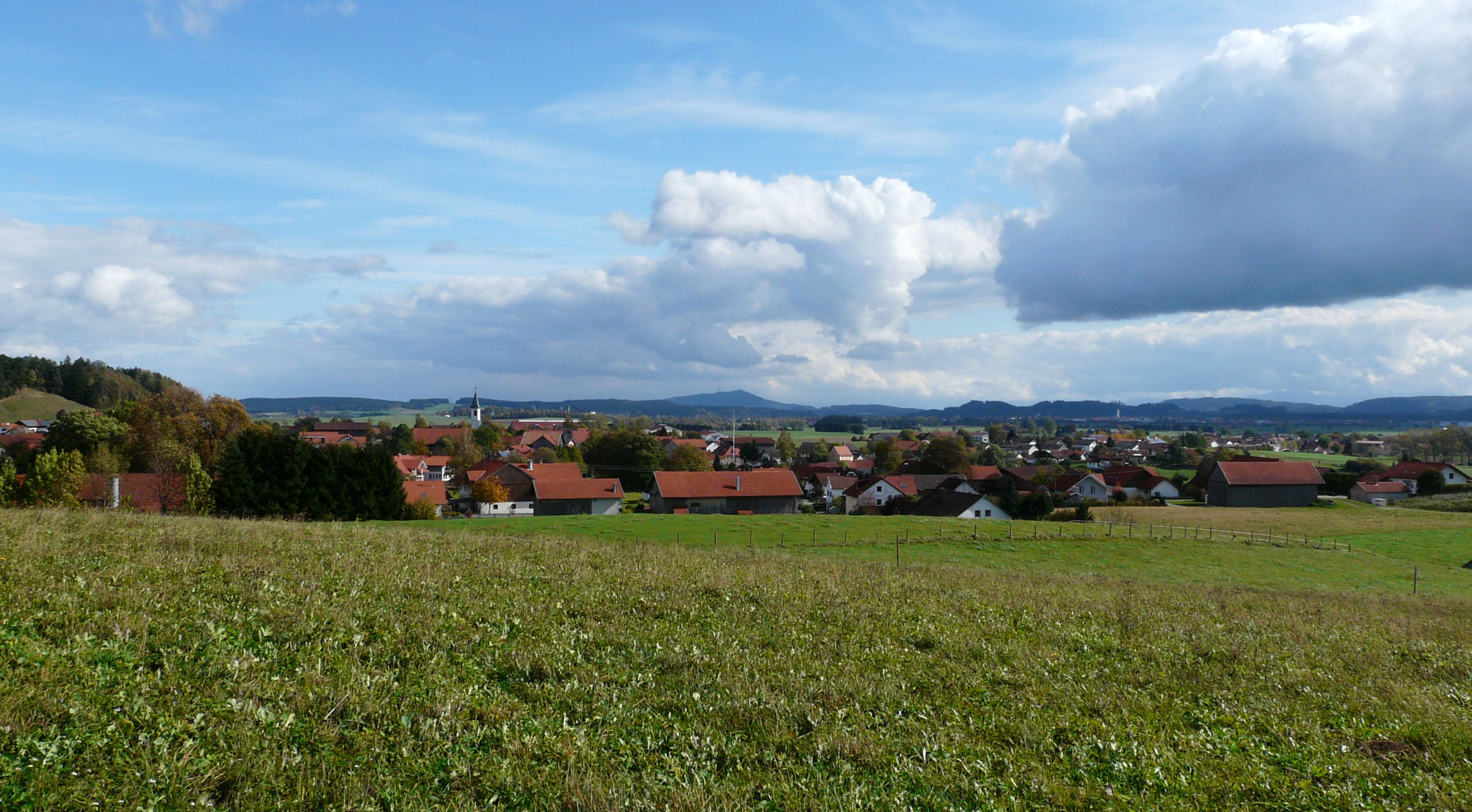
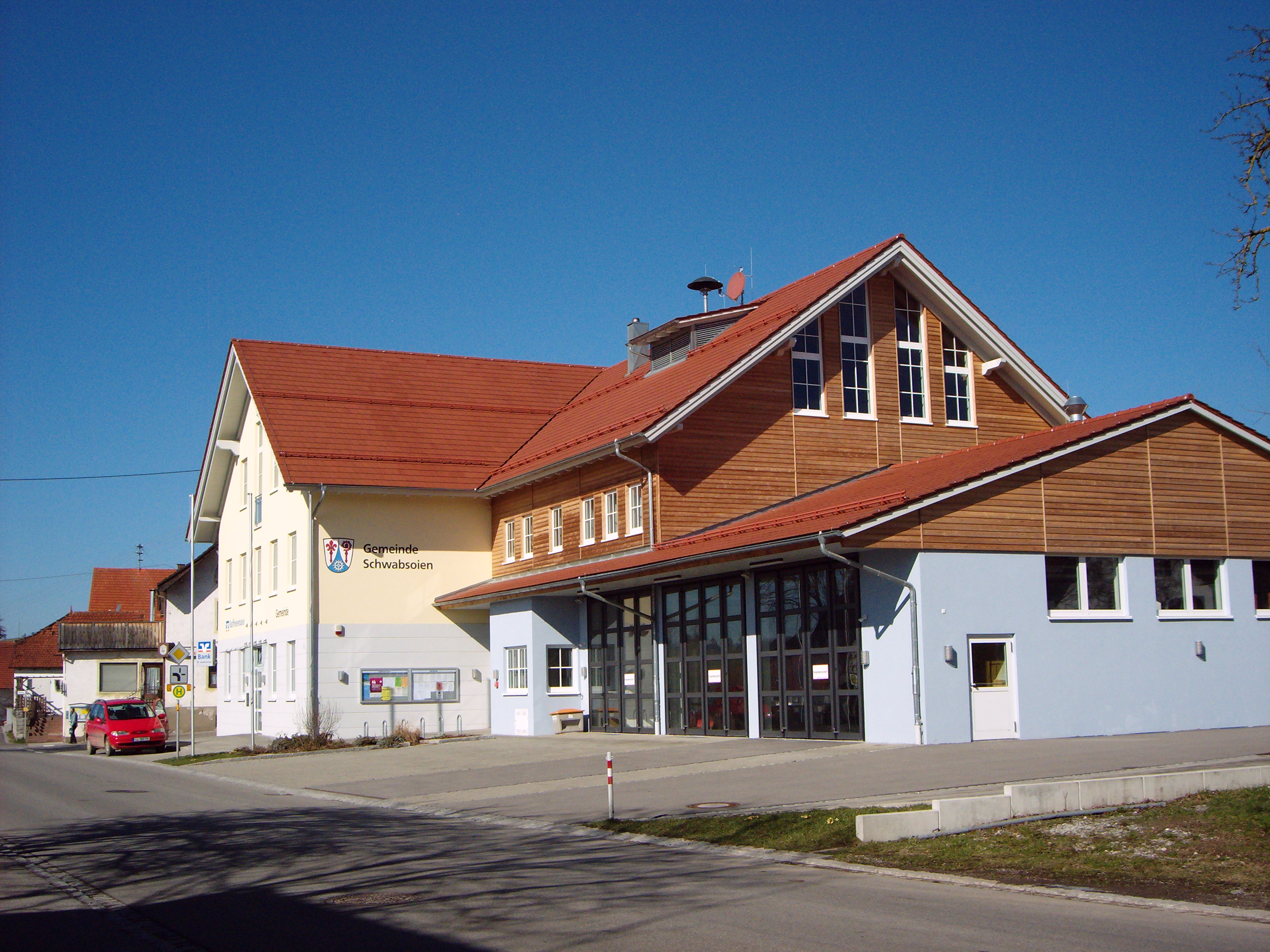
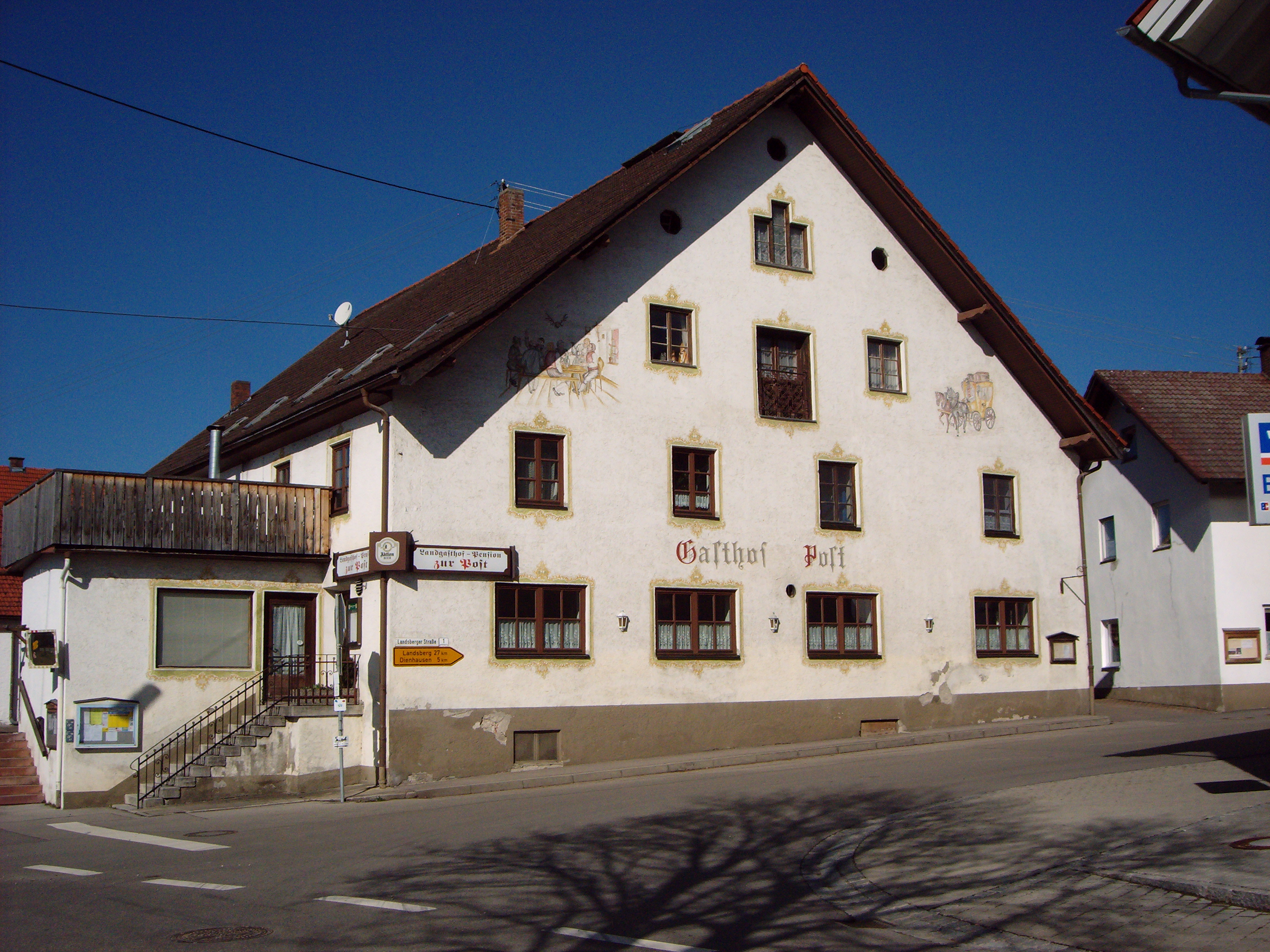